# Dombegyház
Dombegyház là một làng thuộc hạt Békés, Hungary. Làng này có diện tích 57,94 km², dân số năm 2010 là 2048 người, mật độ 35 người/km².